# Anastasia Nikolaïevna de Russie
Pour les articles homonymes, voir Anastasia de Russie.
Signature
La grande-duchesse Anastasia Nikolaïevna de Russie (en russe : Анастасия Николаевна Романова / Anastasia Nikolaïevna Romanova), née le 18 juin 1901 (5 juin du calendrier julien) à Peterhof et morte assassinée avec sa famille le 17 juillet 1918 à Ekaterinbourg, dans la villa Ipatiev, était la plus jeune fille du tsar Nicolas II de Russie, dernier souverain de l'Empire russe, et de sa femme l'impératrice Alexandra Fiodorovna, née princesse Alix de Hesse-Darmstadt.
Sœur cadette des grandes-duchesses Olga, Tatiana et Maria Nikolaïevna (collectivement connues sous l'acronyme OTMA ) et sœur aînée du tsarévitch Alexis Nikolaïevitch, Anastasia passe une enfance heureuse et insouciante au sein d'une famille unie. Lorsque la révolution de février 1917 éclate, elle est, avec sa famille, emprisonnée puis exécutée par un groupe de bolcheviks dans la nuit du 16 au 17 juillet 1918, à Iekaterinbourg. 
Après sa mort — qui n'a pu être confirmée avec certitude qu'en 2007 — des rumeurs de sa survie ont circulé un peu partout dans le monde et de nombreuses femmes ont faussement affirmé être la grande-duchesse Anastasia, la plus connue étant certainement Anna Anderson. 

## Biographie

### Enfance

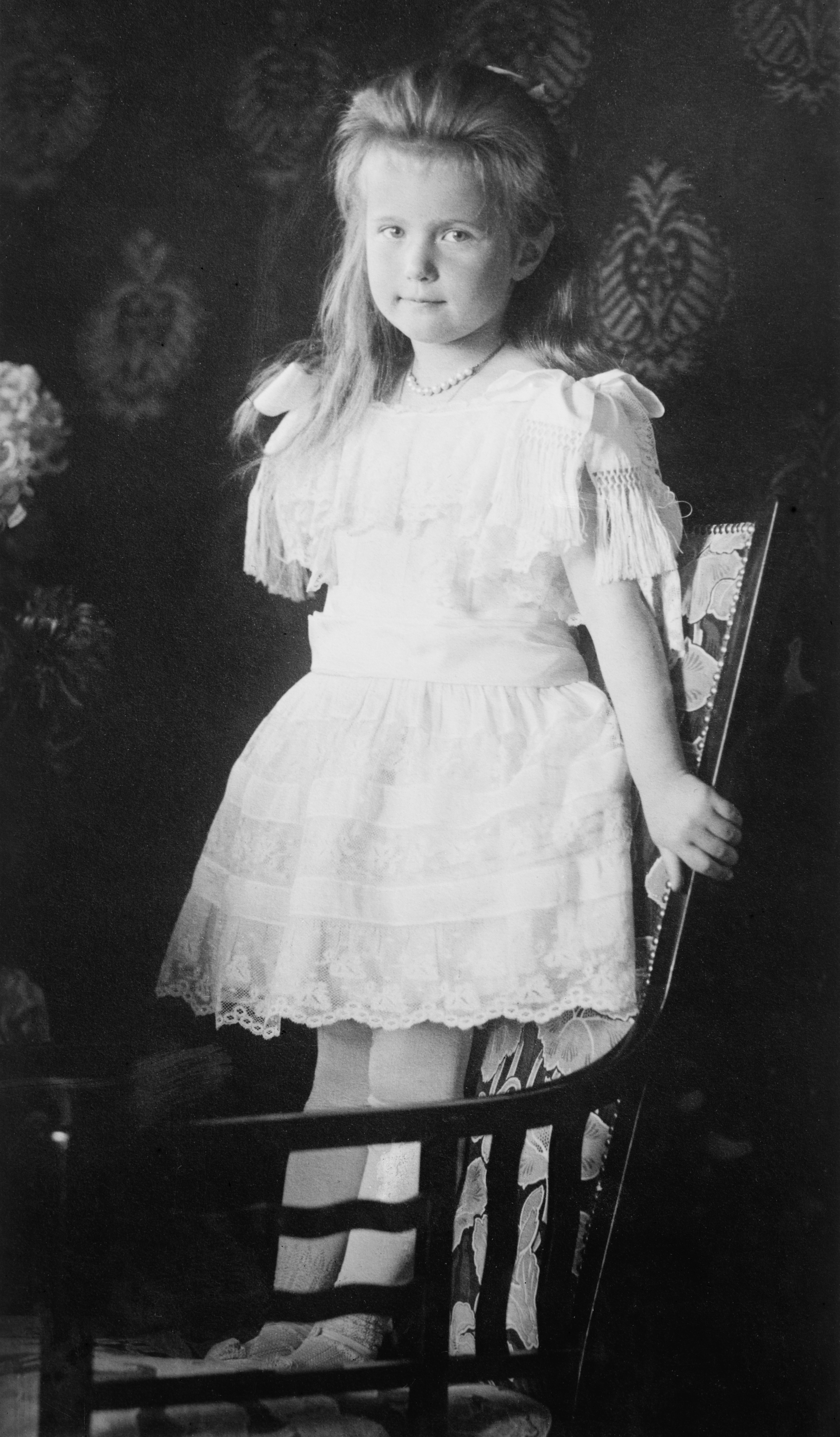
La grande-duchesse Anastasia en 1906.

La grande-duchesse Anastasia voit le jour le 18 juin 1901 (5 juin du calendrier julien, alors en use en Russie) au palais de Peterhof (le « château de Versailles russe »), à 6 km au sud de Saint-Pétersbourg. Elle est la quatrième et dernière fille de l'empereur Nicolas II de Russie et de la princesse Alix de Hesse-Darmstadt, devenue, après sa conversion à l'orthodoxie, l'impératrice Alexandra Fiodorovna. Sa naissance a provoqué une vive déception au sein de la famille impériale, qui attendait depuis longtemps la venue au monde d'un héritier mâle. Son père est parti faire une longue promenade avant de rendre visite à sa femme et à son nouveau-né pour la première fois. Sa tante paternelle, la grande-duchesse Xenia Alexandrovna, se serait exclamée : « Mon Dieu ! Quelle déception !… une quatrième fille ! ». Son cousin germain, le grand-duc Constantin Constantinovitch, écrivit : « Pardonnez-nous, Seigneur, si nous avons tous ressenti de la déception au lieu de la joie. Nous espérions tant un garçon, et c'est une fille ». L'écrivain voyageur Burton Holmes, quant à lui, remarqua : « Nicolas se séparerait de la moitié de son empire en échange d'un garçon impérial ».
La grande-duchesse a été nommée en l'honneur de sainte Anastasia d'Illyrie, une maryre du IVe siècle, et de la princesse monténégrine Anastasia Nikolaïevna, une amie proche de l'Impératrice. Margaret Eager, nourrice des enfants du tsar, a cependant indiqué dans sa biographie qu'Anastasia a reçu ce nom car, pour célébrer sa naissance, son père avait libéré un groupe d'étudiants emprisonnés l'hiver précédant, le prénom « Anastasia » signifiant « celle qui libère des chaînes ».  « Anastasia » (en grec : Αναστασία), veut également dire « résurrection », ce qui est plutôt ironique considérant les rumeurs de sa potentielle survie.

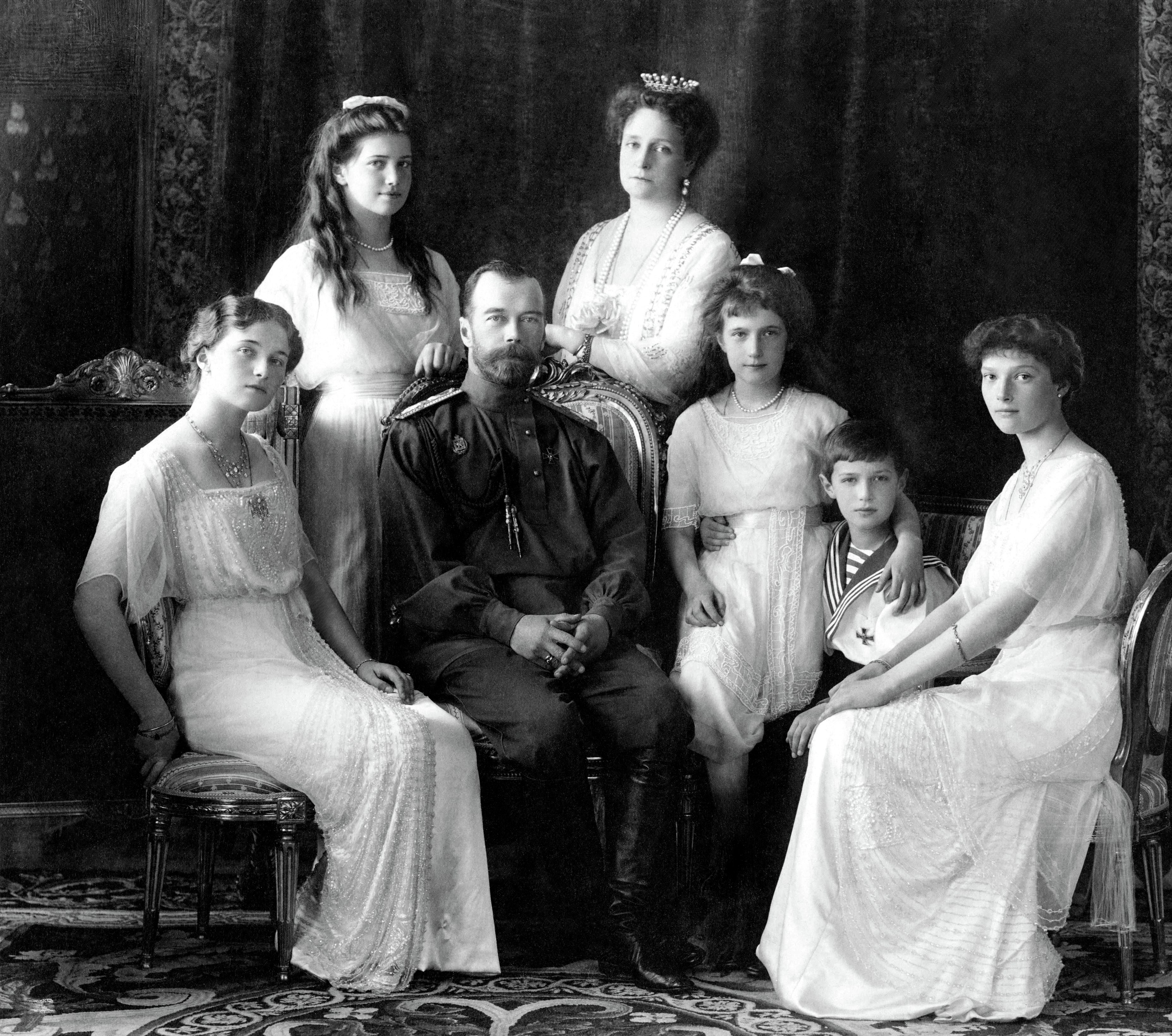
La famille impériale en 1913.

Les enfants du tsar ont été élevés aussi simplement que possible. Ils dormaient sur des lits de camp durs sans oreillers, sauf lorsqu'ils étaient malades, prenaient des bains d'eau froide le matin, devaient ranger eux-mêmes leur chambre, et les jeunes grandes-duchesses réalisaient des travaux d'aiguille destinés à être vendus lors de diverses œuvres caritatives lorsqu'elles n'étaient pas occupées. Les domestiques appelaient généralement la grande-duchesse par son prénom et son patronyme : « Anastasia Nikolaïevna », sans mentionner son titre. On l'appelait parfois par la version française de son nom, « Anastasie », ou par les surnoms russes « Nastasya », « Nastya », « Nastas » ou « Nastenka ». D'autres surnoms familiaux pour Anastasia étaient « Malenkaya », signifiant « petite » en russe,  ou « Shvybzik », signifiant « joyeuse petite »  ou « petite espiègle »  en allemand. Anastasia est surnommée Nastya, Nastas ou Nastanka, par ses proches, et Shvibzik par son père. Elle est éduquée par un précepteur suisse, Pierre Gilliard, tout comme ses trois sœurs aînées, les grandes-duchesses Olga, Tatiana et Maria, et avec son frère cadet le tsarévitch Alexis, et apprend le russe. Elle et sa sœur Maria se font appeler La Petite Paire par la famille, car elles sont très souvent ensemble et partagent la même chambre (comme leurs deux sœurs aînées d'ailleurs). Elle s'entend aussi très bien avec Olga, qui forme La Grande Paire avec Tatiana. Les quatre sœurs sont également connues sous l'acronyme OTMA, assemblage de leurs initiales respectives.
Anastasia est connue comme une enfant puis une adolescente espiègle, taquine, bruyante, active, fougueuse et souriante. Son comportement, au contraire de celui de ses sœurs, n'est guère « princier ». Afin de se faire des amies, elle a d'ailleurs supplié sa mère, sans succès, de la scolariser dans un institut, et a même, au grand désespoir de celle-ci, envisagé une carrière d'actrice de théâtre.
Intelligente mais peu intéressée par l'école, elle est dotée d'un certain sens de l'humour, de l'imitation plus ou moins moqueuse et aime les plaisanteries sarcastiques. Refusant de pratiquer la langue allemande de sa mère, elle aime cependant discuter en français avec son précepteur Gilliard. Elle adore également s'occuper de ses deux chiens, Shvybzik et Jimmy. Elle passe son temps libre à écouter son phonographe, à écrire des lettres, à regarder des films, à faire des photographies, à jouer de la balalaïka avec son frère et à s'étendre au soleil. Il lui arrive aussi d'aller fumer secrètement dans le jardin, parfois accompagnée de sa sœur Olga.

### Révolution et captivité

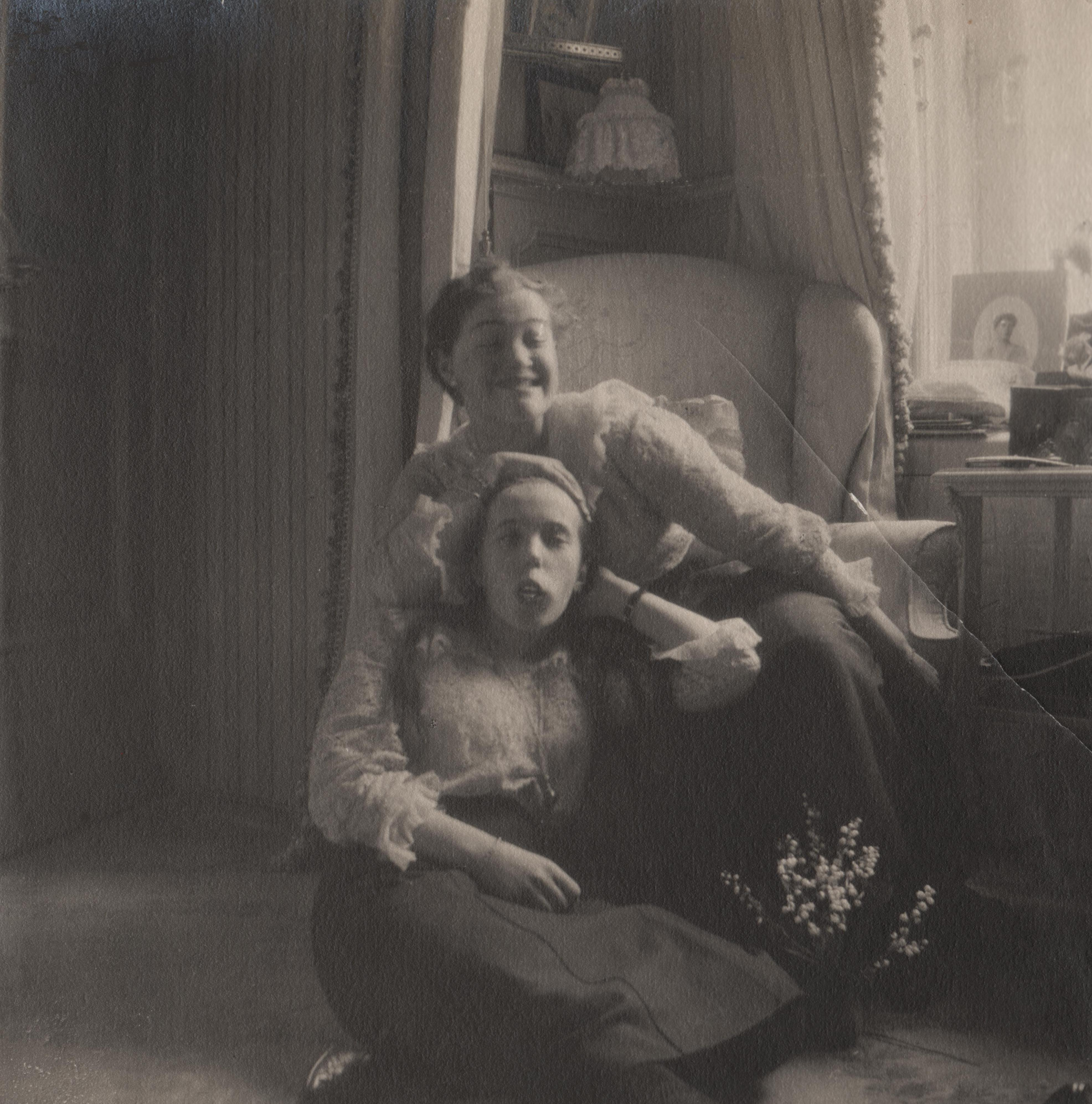
Les grandes-duchesses Maria et Anastasia au palais Catherine, 1917.

La Première Guerre mondiale et la révolution russe de 1917 sonnent le glas du régime impérial et le gouvernement perd le soutien du peuple russe. Nicolas II abdique d'abord en faveur de son fils (malade, incapable de régner) le tsarévitch Alexis, puis en faveur de son frère le grand-duc Michel de Russie le 15 mars 1917. Le couple impérial et ses enfants sont alors assignés à résidence au palais Alexandre.

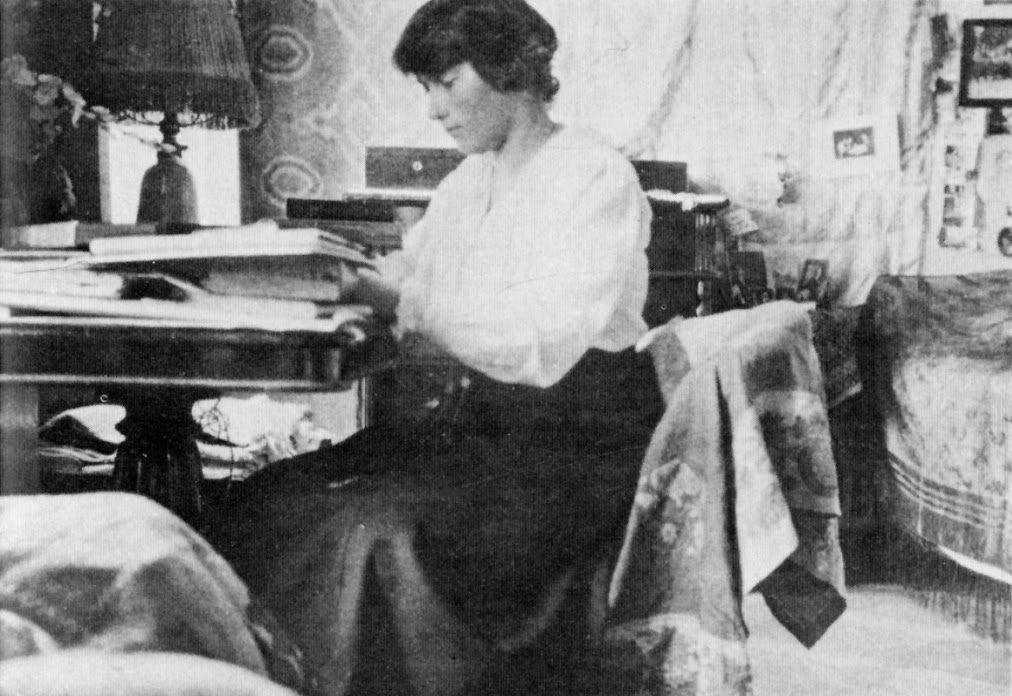
Anastasia durant sa captivité à Tobolsk, 1918.

Le ministre de la Justice Kerensky essaie alors d'organiser l'exil de la famille impériale, puisque le roi George V est cousin germain de Nicolas II par sa mère et cousin germain d'Alexandra par son père. Mais le souverain britannique refuse, car il a peur de devenir impopulaire. Après cela, la guerre civile russe, opposant les révolutionnaires bolcheviks de l’Armée rouge et les Armées blanches des monarchistes partisans du retour à l'ancien régime tsariste, s’intensifie et les Romanov, emprisonnés à Tsarskoïe Selo, sont transférés au palais Alexandre, puis à Tobolsk et enfin à la villa Ipatiev à Iekaterinbourg.
À Iekaterinbourg, où seuls ont pu les suivre le médecin, la femme de chambre, le laquais, le cuisinier et son marmiton, ils sont surveillés par la Tchéka. La maison Ipatiev, dans laquelle ils sont gardés, est appelée La Maison à Destination Spéciale. Les fenêtres sont cadenassées, et certaines d'entre elles sont même cachées par des volets extérieurs. Des palissades dissimulent la demeure.

### Assassinat avec sa famille
Probablement à cause de l'arrivée imminente des Armées blanches, le sort des membres de la famille impériale et de leur suite est scellé. Après l'évacuation du petit marmiton, les Romanov sont réveillés dans la nuit du 16 au 17 juillet 1918. Les onze personnes sont assassinées vers deux heures du matin, en moins de trois minutes, dans une pièce du sous-sol de La Maison à Destination Spéciale : les hommes chargés de l'exécution visent le cœur ; on achève les survivants, dont Anastasia et sa sœur Maria, d'une balle dans la tête et de coups de baïonnette. Le massacre est commis par un groupe de bolcheviks commandé par Iakov Sverdlov et Iakov Iourovski, probablement sur l'ordre de Lénine. Anastasia est la dernière à mourir, car elle reprend conscience lors du déplacement des corps vers le camion menant à la mine des Quatre-Frere[Quoi ?]. Ermakov lui assène plusieurs coups de crosse. Plus tard, cela alimente la rumeur de la survie d'Anastasia selon laquelle Ermakov n'aurait pas vérifié la mort de la grande-duchesse.
Les corps des membres de la famille impériale sont chargés dans un camion, puis transférés dans une forêt proche de Iekaterinbourg. Déshabillées, arrosées d'essence, brûlées et défigurées à l'acide sulfurique, les victimes sont jetées dans un puits de mine d'où elles sont, quelques jours plus tard, retirées pour être ensevelies sous un chemin forestier.

### La «survie» d'Anastasia: une légende?
À cause des déclarations contradictoires des journaux et de la confusion pendant les opérations de dissimulation des corps, un trouble profond s'installe chez les Russes blancs qui investissent Iekaterinbourg le 25 juillet 1918.
Le sort de la famille impériale est donc resté pendant longtemps sujet à controverses : si le juge Sokolov, dépêché par l'amiral Koltchak, conclut immédiatement au massacre collectif et à l'incinération des corps, divers historiens — s'appuyant en cela sur des rumeurs répandues dans la région d'Iekaterinbourg — contestèrent ses conclusions. Ainsi l'historienne Marina Grey, fille du général Denikine, tenta de démontrer la survie d'une partie de la famille impériale ; le prénom d'Anastasia est cité fréquemment, mais elle considère, contrairement à la plupart des partisans de la thèse de la survie tels que Marc Ferro et Michel Wartelle notamment que la famille impériale est morte vers 1919 ou 1920 pendant la guerre civile russe et qu'à ce titre la fameuse Anna Anderson était une fabulatrice.
Pourtant elle a été reconnue comme la fille du tsar par Tatiana Botkine, la fille du médecin du tsar (assassiné avec la famille impériale), dont parut, un an après sa mort, un ouvrage sur elle. Elle a été également identifiée par deux cousins germains allemands des cinq enfants de Nicolas II et de l'impératrice, qui défendirent Anna Anderson pendant les procédures des années 1950 et 1960 : les princes Frédéric Ernst de Saxe-Altenbourg (1905-1985) et Sigismund de Prusse (1896-1978). Il faut aussi citer le capitaine Felix Dassel qui, en 1916, prit en charge les filles et, en 1927, sceptique relativement à sa possible survie, tenta plusieurs fois de la piéger en lui communiquant de fausses informations, qu'elle corrigea aussitôt. En 1958, peu avant sa mort, il refit un témoignage sous serment en disant l'avoir reconnue. Par ailleurs, les campagnes contre elles commencèrent lorsqu'elle affirma avoir vu Ernst de Hesse (« l'oncle Ernie ») en décembre 1916 à Saint-Pétersbourg à l'occasion d'un voyage secret de celui-ci pour négocier une paix séparée avec la Russie.
Ces faits, recoupés avec la thèse du massacre collectif, ont amené à dire qu'Anastasia aurait survécu au massacre grâce aux bijoux et aux diamants cousus dans sa robe, qui auraient fait ricocher les balles. Lors d'un interrogatoire, un soldat aurait certifié qu'il manquait un corps avant de les enterrer et que, pendant le chemin, il aurait entendu des gémissements. De plus, Anastasia aurait survécu aux coups de feu et aux coups des soldats léninistes dans la maison. Les soldats l'auraient frappée de nouveau, mais n'auraient pas vérifié si elle était morte. Le mystère commence donc à cet instant, c'est-à-dire au moment de la non-vérification de la mort d'Anastasia et de l'empressement des soldats à enterrer tous les corps. Par ailleurs, si Anna Anderson ne gagna pas ses recours, elle ne les perdit pas non plus. En 1967, puis en cassation en 1970, les tribunaux allemands estimèrent qu'Anna Anderson n'avait pas prouvé son identité impériale, mais ne purent non plus exclure qu'Anastasia ait survécu au massacre. On lit dans le rapport de 1967 : « la mort de la grande-duchesse Anastasia à Ekaterinbourg ne saurait être tenue pour un fait historique irréfutable ». Quelques chercheurs s'interrogèrent sur ces impasses : « Combien d’imposteurs auraient-ils pu se conduire si longtemps comme le fit cette femme sans être démasqués ? ».
D'autres femmes ont prétendu, tout au long du XXe siècle, être la grande-duchesse Anastasia. Eugenia Smith est la plus célèbre ; mais celle-ci apparut seulement en 1963, soit quarante-trois ans après Anna Anderson. Elle ne fut cautionnée que par son éditeur. Des tests d'ADN ont prouvé que les deux prétendantes étaient l'une et l'autre des fabulatrices. Mais ils prennent le contrepied des recherches graphologiques, des examens anatomiques du corps d'Anna Anderson — sur demande même de ses ennemis — qui authentifieraient la version de ses nombreux et persistants partisans. On trouve chez les défenseurs, Gleb Botkine, Dominique Auclères, Peter Kurth, Tatiana Bokine, James Blair Lovell, Marc Ferro, Michel Wartelle, les romanciers Jacqueline Monsigny et Franck Ferrand, le journaliste espagnol Miguel Azian de El Pais ; plus prudemment Anthony Summers et Tom Mangold lui consacrent un chapitre, après avoir récusé dans un autre tous les autres prétendants, dont Eugenia Smith. Chez ses adversaires on trouve Pierre Gilliard, Alain Decaux, Marina Grey, les romanciers Elie Durel et Steve Berry. Alain Decaux et Elie Durel mettaient en relief des incohérences, des invraisemblances ou des mensonges sur les narrations de sa vie entre 1918 et 1920.
En 1990, les corps de la famille impériale ont été retrouvés et exhumés, puis identifiés par une analyse ADN. Deux corps manquent, celui du tsarévitch Alexis et celui de l'une de ses sœurs, Maria ou Anastasia. D'après le rapport de Yourovski, qui dirigea l'exécution, ces deux corps furent brûlés dans les bois voisins.
Le 16 juillet 1998, Nicolas II a été inhumé avec les membres de sa famille (moins les deux corps non retrouvés), en présence des descendants de la famille Romanov, notamment du prince Nicolas Romanov, chef de la maison impériale de Russie. Le 14 août 2000, Nicolas II et sa famille ont été canonisés par l'Église orthodoxe de Russie, qui les considère comme morts en martyrs.
Lors de fouilles, réalisées en juillet 2007, sur le lieu probable où les corps du tsarévitch et de l'une de ses sœurs auraient été enterrés, ont été retrouvés des ossements de deux corps. D'après les premières conclusions, il s'agirait d'un jeune garçon âgé de treize-quatorze ans et d'une jeune femme âgée de dix-neuf ou vingt ans, soit l'âge du tsarévitch Alexis et de la grande-duchesse Maria au moment de leur mort.
Le 22 janvier 2008, à l'occasion du dépôt des conclusions préliminaires de l'expertise génétique, Nikolaï Nevoline, chef du bureau régional de l'expertise médico-légale de Sverdlovsk, a confié à RIA Novosti :

« Les ossements découverts le 29 juillet 2007 aux abords d'Ekaterinbourg appartiennent à des enfants du dernier empereur russe. Les analyses ADN effectuées à Iekaterinbourg et à Moscou ont confirmé notre hypothèse. Une fois ces expertises terminées, leurs résultats seront comparés à ceux de nos collègues étrangers. »

Le 30 avril 2008, les analyses génétiques effectuées par un laboratoire américain ont établi que les restes provenaient bien du tsarévitch Alexis et de sa sœur, la grande-duchesse Maria.
Ceci a été confirmé en 2019 par le Laboratoire d'identification de l'ADN des forces armées américaines de Rockville-Maryland.

### Essais
- 1921 : Pierre Gilliard, Treize années à la cour de Russie (Péterhof, septembre 1905--Ekaterinbourg, mai 1918): Le tragique destin de Nicolas II et de sa famille, Éditions Payot.
- 1927 : Gleb Botkine, The Real Romanov's, Londres, Gilbert Book's(Grandeur et misère des Romanov, Éditions du siècle, 1931)
- 1929 : Pierre Gilliard, La fausse Anastasia ; histoire d'une prétendue Grande Duchesse de Russie , Payot.
- 1951 : Felix Dassel, « le mystère de la Grande Duchesse Anastasie », Historia, n°59, octobre 1951, p. 281-293.
- 1961 : Alain Decaux, L'énigme Anastasia, enquête, La Palatine
- 1962 : Dominique Auclères, Anastasia, qui êtes-vous ? , Hachette
- 1963 : Eugènia Smith, Autobiographie de SAI Anastasia Nicholaevna de la Russie, New York, Speller, 1963.
- 1965 : Alain Decaux, L'énigme Anastasia, sincérité ou imposture, Presses Pocket
- 1976-1980 : Anthony Summers, Tom Mangold, Le Dossier Romanov, Albin Michel
- 1978 : Dominique Auclères, Mes fenêtres sur l'Histoire, Plon
- 1980 : Michel Azian, "La zarina y sus cuatro hijas sobrevivieron a la matanza de la familia imperial rusa" El Pais, 10 février 1980
- 1983-1988 : Peter Kurth, Anastasia, the ridlle of Anna Anderson, Londres-Little Brown. La Grande-Duchesse Anastasia, la vie d'Anna Anderson, Paris, Belfont
- 1985 : Tatiana Botkine, Catherine Duhamel, Anastasia retrouvée, Grasset
- 1987 : Marina Grey, Enquête sur le massacre des Romanov, Perrin, (2e édition, 1994)
- 1990 : Marc Ferro, Nicolas II, Payot
- 1991 : James Blair Lovell, Anastasia, the Lost Princess, Washington, DC: Regnery Gateway.
- 2004 : Marc Ferro, Les tabous de l'histoire - Éditions Pocket  (ISBN 2266133446)
- 2005 : Pierre Lorrain, La fin tragique des Romanov - Éditions Bartillat
- 2008 : Luc Mary, Les derniers jours des Romanov - éditions de l'Archipel
- 2008 : Michel Wartelle, L'affaire Romanov ; le mystère de la maison d'Ipatiev, Louise Courteau.
- 2012 : Marc Ferro, La vérité sur la tragédie des Romanov L'ex-tsarine et les grandes-duchesses ont survécu- Tallandier
- 2015 : Helen Rappaport, The Romanov Sisters, First St Martin Griffin, Edition  (ISBN 9781250067456)

### Romans
- 2001 : Je ne veux pas être Anastasia - Massalsky-Romanovsky, Eugénie, Œil D'Or 361 pages  (ISBN 2913661033)
- 2003 : Les filles du tsar ; Marie ou les tourbillons du destin, Jacqueline Monsigny, Éditions Michel Lafon.
- 2007 : Le crépuscule des Tsars - Maurice Paléologue - Éditions Mercure de France.
- 2009 : L'autre fin des Romanof et le prince de l'ombre - Elie Durel, Éditions Lanore
- 2010 : L'ombre des Romanov - Franck Ferrand, Xo Éditions.
- 2011 : Le Complot Romanov - Steve Berry, Éditions du Cherch-Midi.
- 2012 : Opération Romanov - Glenn Meade, City Éditions.
- 2013 : La maison Ipatiev- John Boyne, Éditions Libra Difusio. Paru sous le titre Ne m'appelle plus Anastasia aux éditions France Loisirs en 2011. Paru sous le titre  The House of Special Purpose par Doubleday, Londres, 2009.  (ISBN 978-2-84492-580-0)

## Filmographie
- 1928 : Clothes Make the Woman, réalisé par Tom Terriss ; il fut un temps considéré comme un film muet perdu mais il est désormais conservé à la Cinémathèque royale de Belgique, à Bruxelles, et aux archives nationales du film et de la télévision BFI à Londres. Eve Southern y joue Anastasia, avec Walter Pidgeon. Il s'agit du premier film traitant de l'affaire Anastasia.
- 1956 : Anastasia, la dernière fille du tsar, sorti en septembre 1956 (soit trois mois avant celui d'Anatole Livtak), réalisé par Falk Harnack, avec Lilli Palmer dans le rôle d'Anna Anderson.
- 1956 : Anastasia d'Anatole Litvak avec Ingrid Bergman et Yul Brynner.
- 1971 : Nicolas et Alexandra de Franklin Schaffner. Fiona Fullerton y joue le rôle d'Anastasia.
- 1986 : Anastasia (téléfilm), réalisé par Marvin J.C Ghomsky avec Amy Irving et Olivia de Havilland.
- 1997 : Anastasia de Don Bluth et Gary Goldman (Film d'animation de la Twentieth Century Fox)
- 2016 : Anastasia, comédie musicale de Lynn Ahrens (musique), Stephen Flaherty (paroles) et Terence McNally (mise en scène) pour Broadway d'après le film d'animation homonyme avec Christy Altomare (Anastasia ) et Derek Klena (Dimitri)
- 2019 : Anastasia de Blake J. Harris avec Emily Carey[16]

## Jeux vidéo
- Dans Shadow Hearts : Covenant, sorti en 2004 sur PS2, Anastasia est un personnage jouable. L'action se déroulant en 1915, c'est une fille débordante de vie et de malice qui rejoint l'équipe afin de mettre un terme aux manigances de Raspoutine.
- Sortie le 9 février 2016 : Assassin's Creed Chronicles: Russia de l'éditeur Ubisoft et développé par Climax Studios et Ubisoft Montréal. Elle est contrôlable dans certaines phases du gameplay.
- Dans Fate/Grand Order, Anastasia est une Servant de classe Caster, une version d'elle est jouable en tant que Servant du joueur et une autre a pour Master Kadoc Zemlupus, avec qui elle apparaît comme les premiers ennemis de l'arc « Cosmos in the Losbelt ».

## Galerie

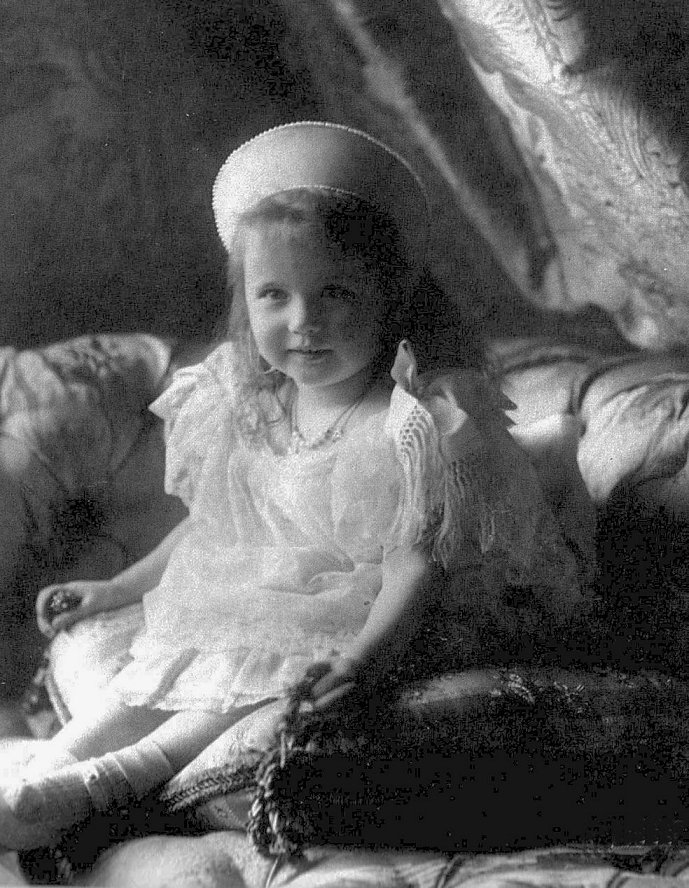
1904.
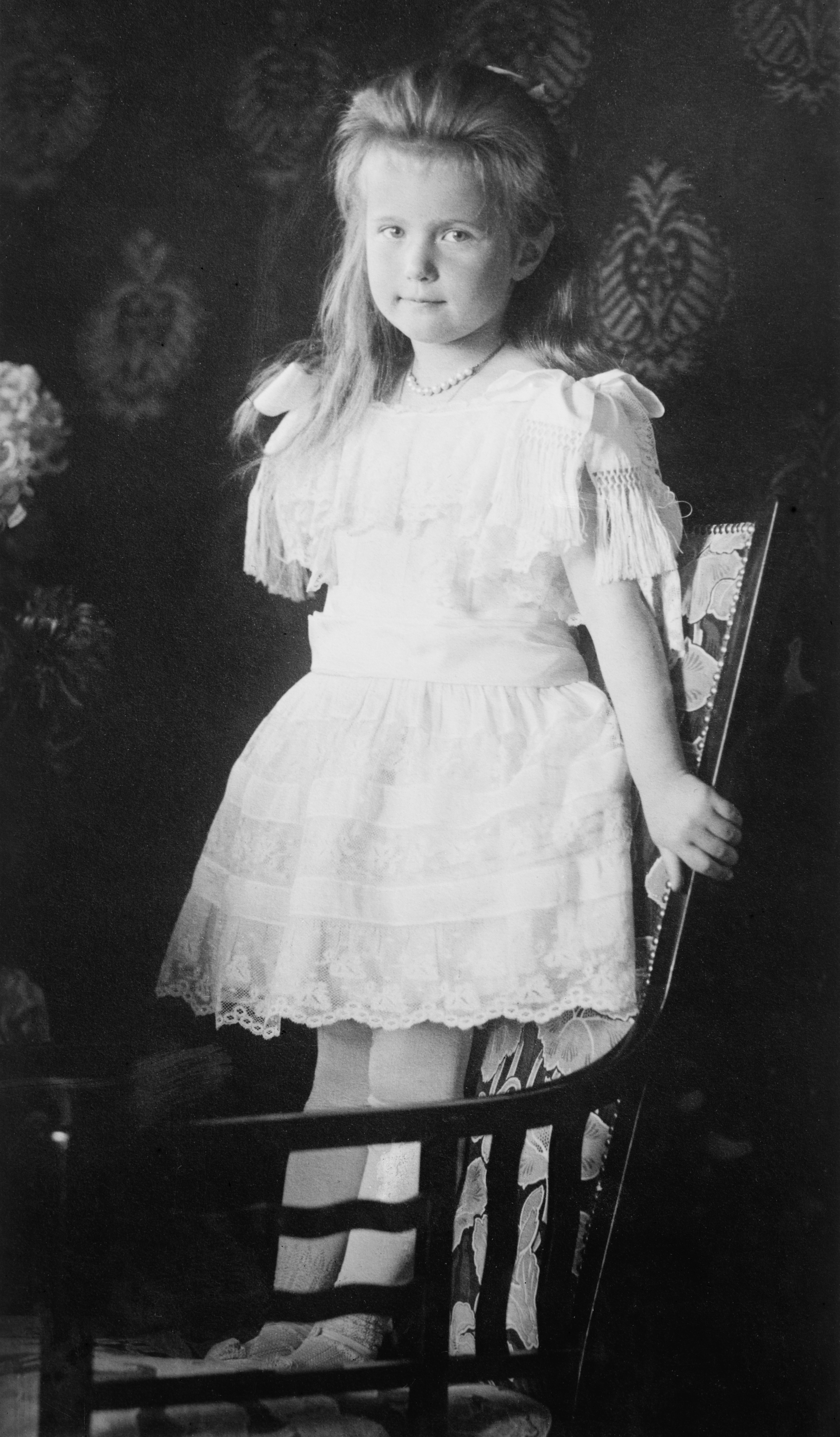
1906.
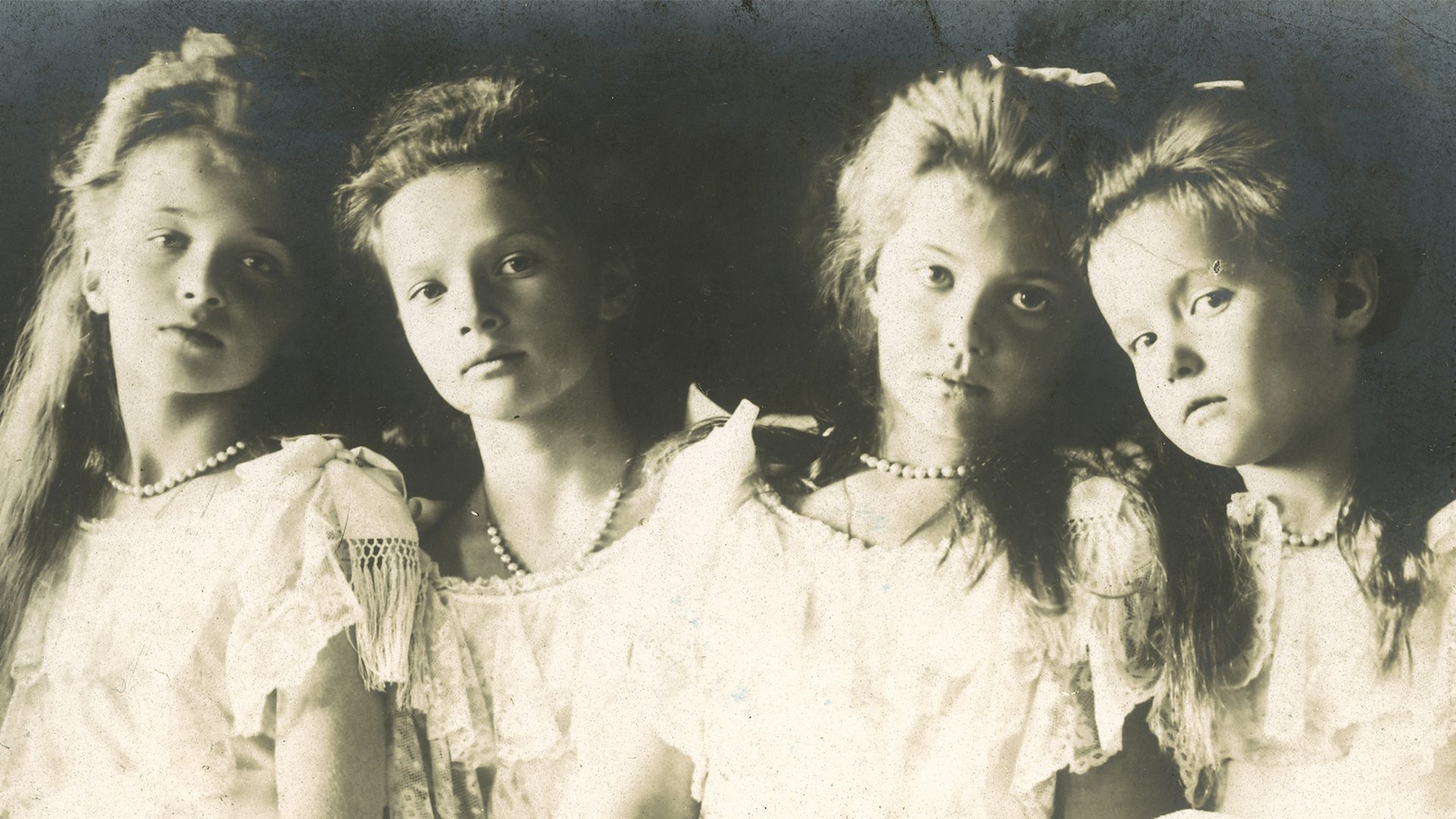
Avec ses sœurs en 1906.
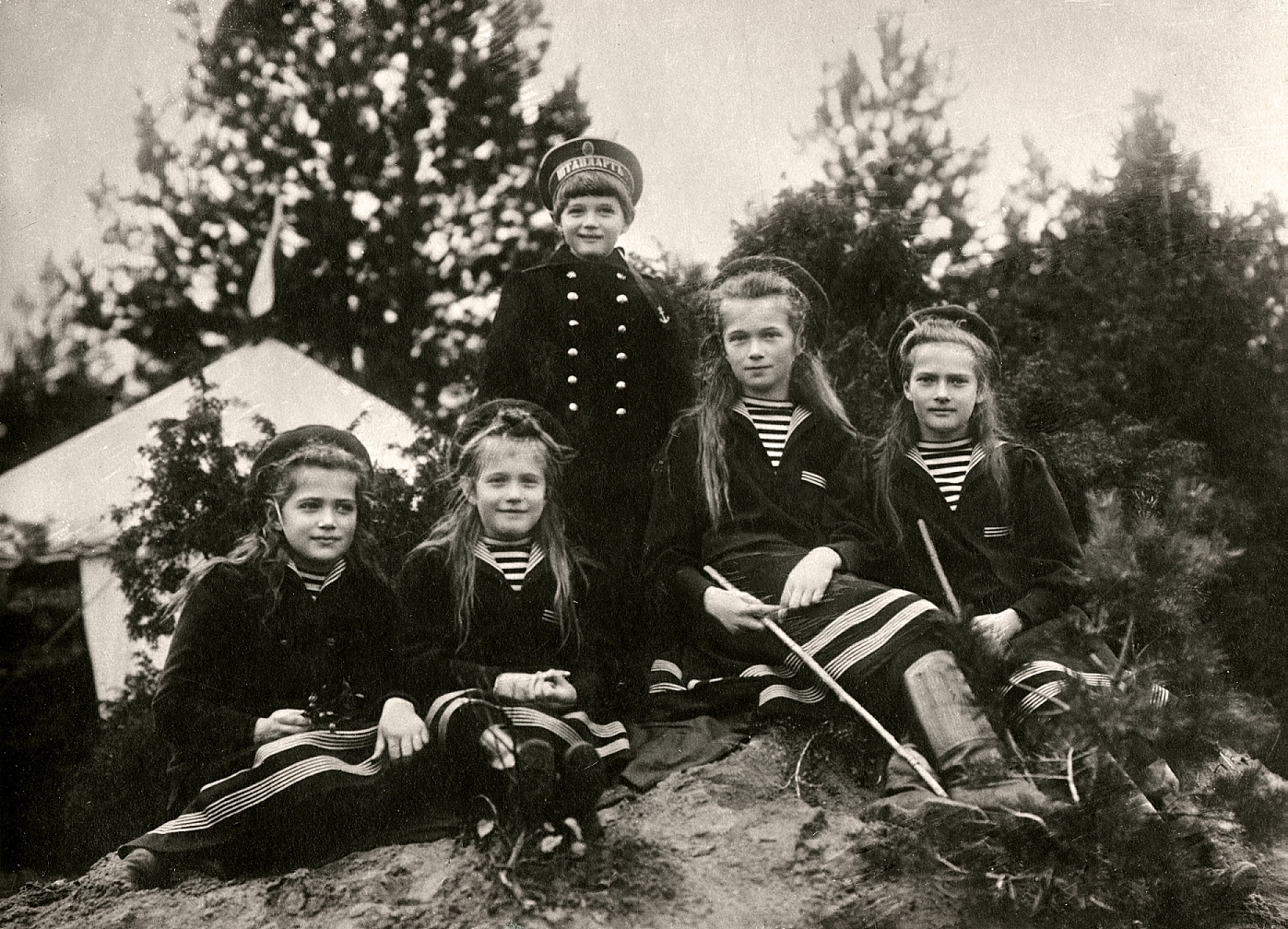
1908.
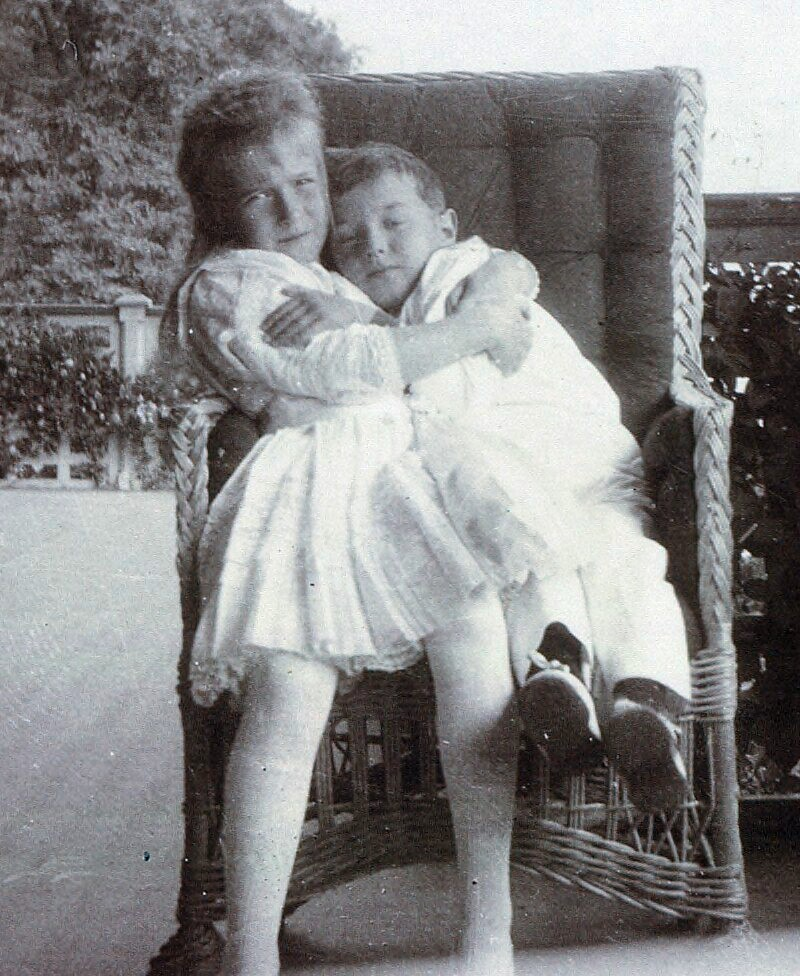
Avec son frère en 1909.
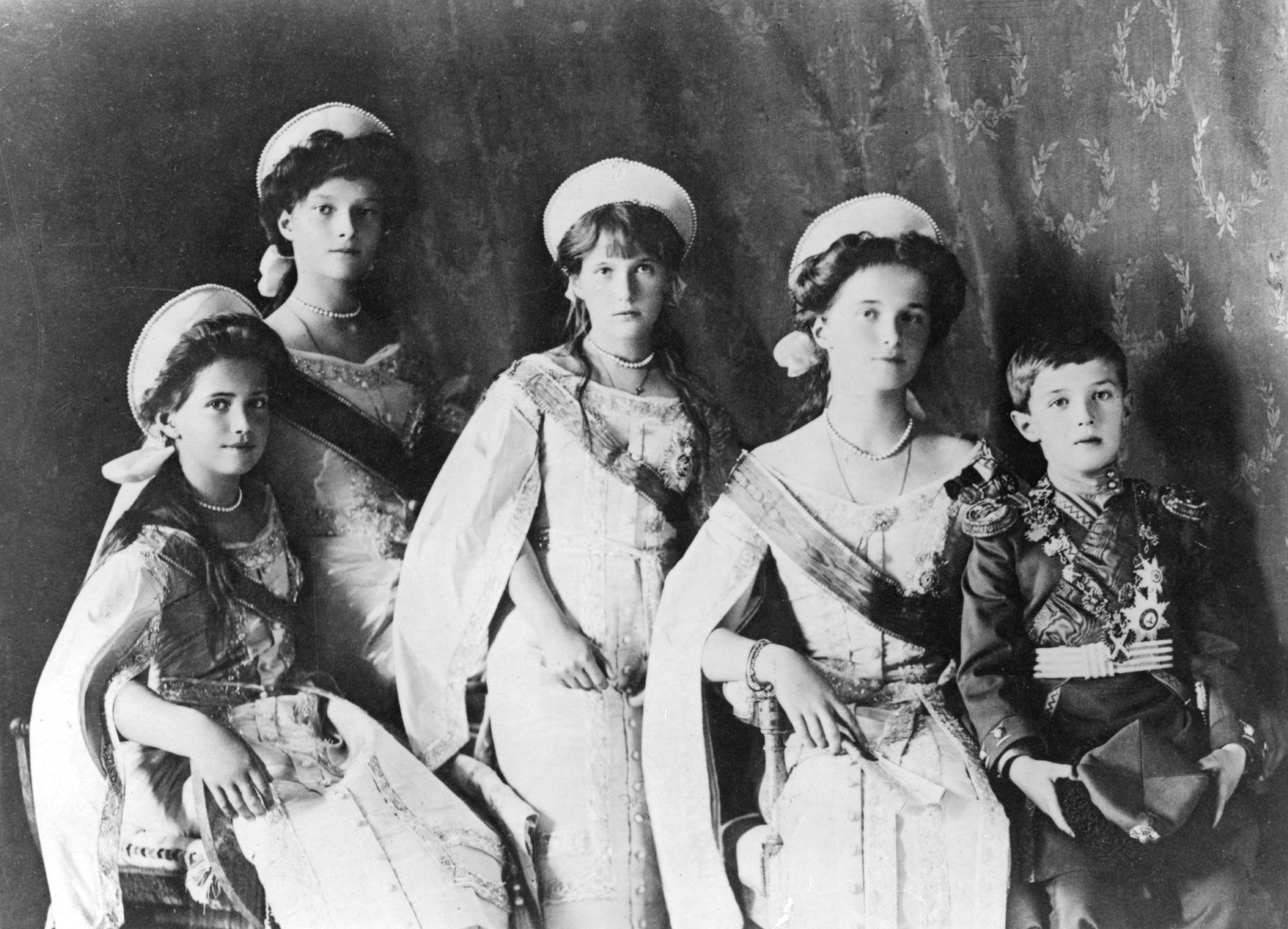
Avec ses sœurs et son frère en 1910.
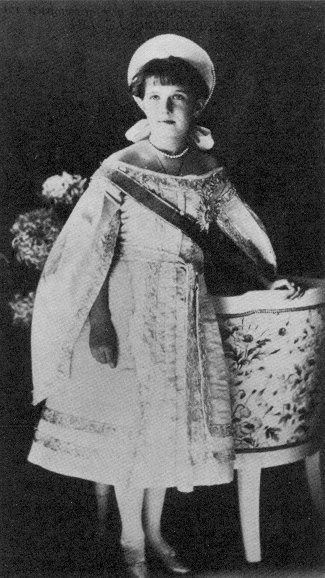
1910.
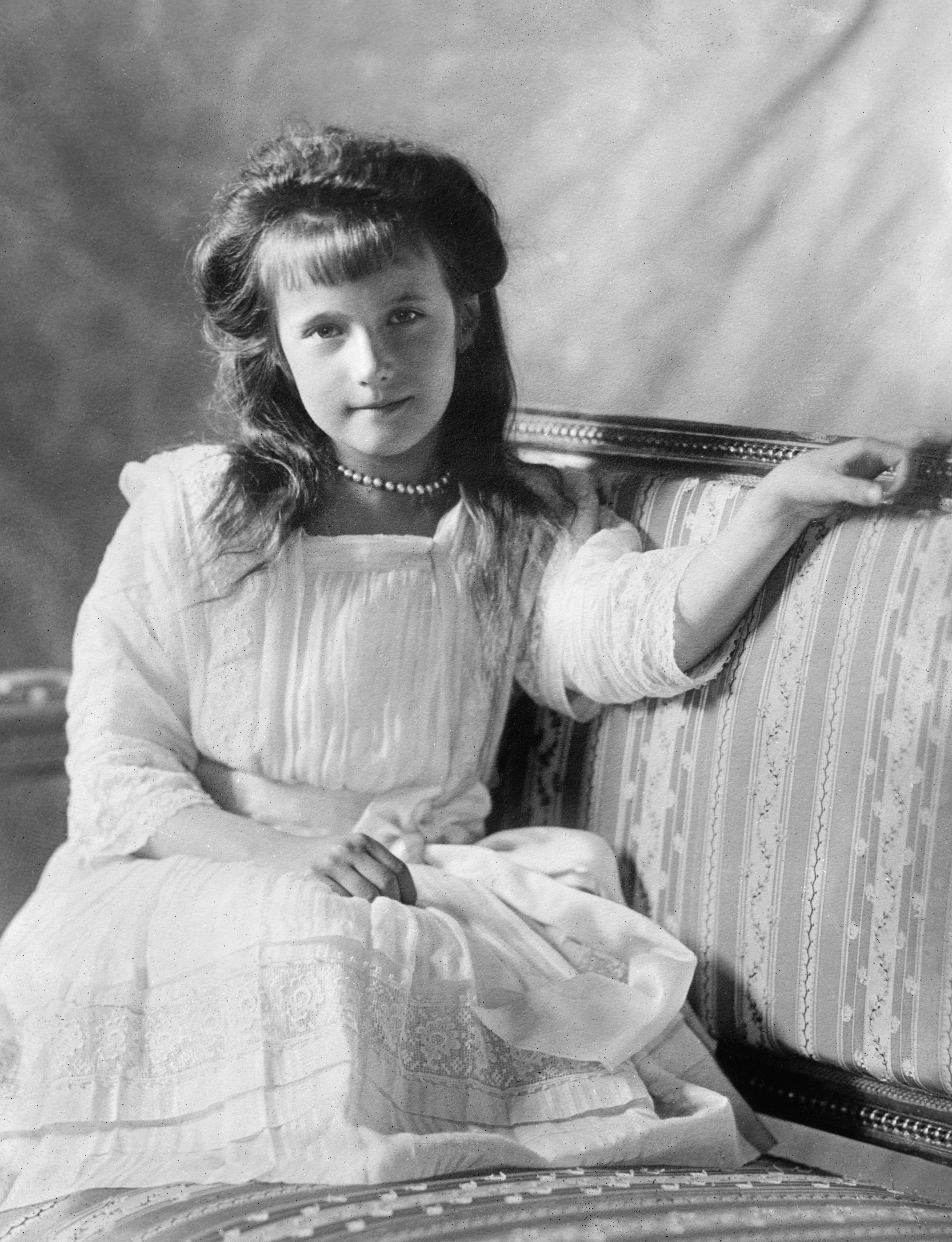
1910.
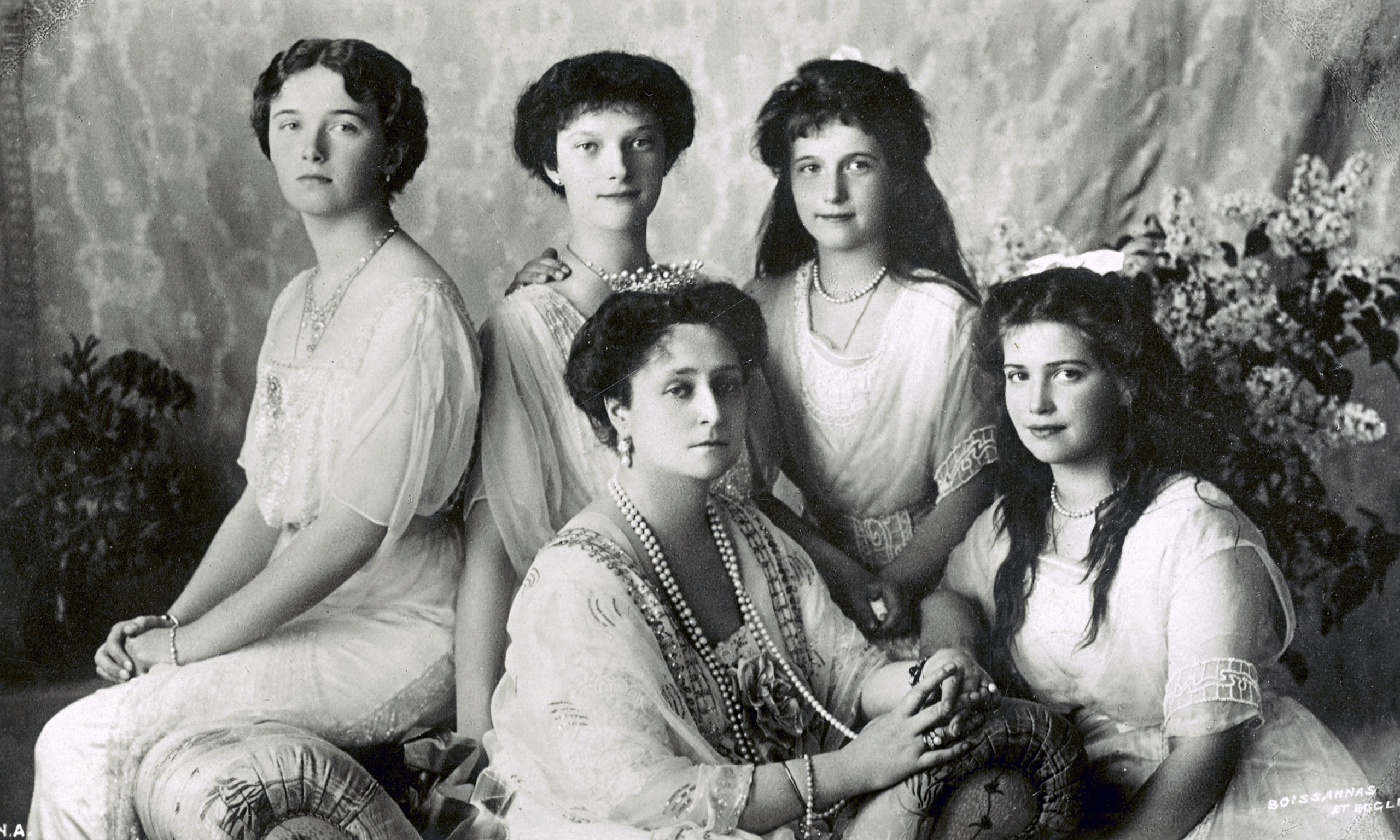
Avec ses sœurs et sa mère en 1913.